# Persone di cognome Armstrong
| Questa pagina contiene informazioni ricavate automaticamente dalle voci biografiche con l'ausilio del template Bio e di un bot. L'aggiornamento è periodico e automatico e ricostruisce completamente la pagina. Se manca una persona in questa lista, sei pregato di non aggiungerla, ma accertati piuttosto che la sua voce biografica contenga il template Bio e che i dati anagrafici siano correttamente compilati. Se il template Bio manca, inseriscilo tu stesso o, in alternativa, metti l'avviso {{tmp\|Bio}} che ne segnala la mancanza. Se i dati riportati sono sbagliati, correggi direttamente la voce biografica; le modifiche saranno visibili in questa lista entro pochi giorni. Per chiarimenti vedi il progetto antroponimi. La lista contiene solo le 81 persone che sono citate nell'enciclopedia e per le quali è stato implementato correttamente il template Bio. Pagina aggiornata al 7 ago 2025. |

Questa è una lista di persone presenti nell'enciclopedia che hanno il cognome Armstrong, suddivise per attività principale.

## Allenatori di calcio(3)
- Alun Armstrong, allenatore di calcio e ex calciatore inglese (Gateshead, n. 1975)
- Gerry Armstrong, allenatore di calcio e ex calciatore nordirlandese (Fintona, n. 1954)
- Ken Armstrong, allenatore di calcio e calciatore inglese (Bradford, n. 1924 - Nuova Zelanda, † 1984)

## Astronauti(1)
- Neil Armstrong, astronauta e aviatore statunitense (Wapakoneta, n. 1930 - Cincinnati, † 2012)

## Astronome(1)
- Claire Armstrong, astronoma britannica

## Astronomi(1)
- Mark Armstrong, astronomo britannico (n. 1958)

## Attori(9)
- Alun Armstrong, attore britannico (Annfield Plain, n. 1946)
- Curtis Armstrong, attore statunitense (Detroit, n. 1953)
- Dean Armstrong, attore televisivo e attore teatrale canadese (Owen Sound, n. 1973)
- Jonas Armstrong, attore irlandese (Dublino, n. 1981)
- Matthew John Armstrong, attore statunitense (Chicago, n. 1973)
- R.G. Armstrong, attore e drammaturgo statunitense (Pleasant Grove, n. 1917 - Los Angeles, † 2012)
- Robert Armstrong, attore statunitense (Saginaw, n. 1890 - Santa Monica, † 1973)
- Simon Armstrong, attore britannico (Llanelli, n. 1966)
- Todd Armstrong, attore statunitense (Saint Louis, n. 1937 - Glenn County, † 1992)

## Attori pornografici(1)
- Brad Armstrong, attore pornografico canadese (Toronto, n. 1965)

## Attrici(4)
- Bess Armstrong, attrice statunitense (Baltimora, n. 1953)
- Brittany Armstrong, attrice statunitense (St. George, n. 1993)
- Lee Armstrong, attrice statunitense (n. 1970)
- Ryan Kiera Armstrong, attrice statunitense (New York, n. 2010)

## Calciatori(9)
- Adam Armstrong, calciatore inglese (Newcastle, n. 1997)
- Chris Armstrong, ex calciatore inglese (Newcastle upon Tyne, n. 1971)
- Daniel Armstrong, calciatore scozzese (Taunton, n. 1997)
- David Armstrong, calciatore inglese (Durham, n. 1954 - † 2022)
- Desmond Armstrong, ex calciatore statunitense (Washington, n. 1964)
- George Armstrong, calciatore e allenatore di calcio inglese (Hebburn, n. 1944 - Hemel Hempstead, † 2000)
- Mark Armstrong, ex calciatore neozelandese
- Sinclair Armstrong, calciatore irlandese (Dublino, n. 2003)
- Stuart Armstrong, calciatore scozzese (Inverness, n. 1992)

## Canottieri(1)
- Charles Armstrong, canottiere statunitense (Filadelfia, n. 1881 - West Point, † 1952)

## Cantanti(1)
- Tim Armstrong, cantante e chitarrista statunitense (Oakland, n. 1966)

## Cantautori(1)
- Billie Joe Armstrong, cantautore e polistrumentista statunitense (Oakland, n. 1972)

## Cantautrici(1)
- Emily Armstrong, cantautrice statunitense (Los Angeles, n. 1986)

## Cestiste(1)
- Anne Marie Armstrong, ex cestista statunitense (Norcross, n. 1991)

## Cestisti(8)
- Bob Armstrong, cestista statunitense (Detroit, n. 1933 - Plymouth, † 2016)
- Curly Armstrong, cestista e allenatore di pallacanestro statunitense (n. 1918 - Fort Wayne, † 1983)
- Tate Armstrong, ex cestista statunitense (Moultrie, n. 1955)
- B.J. Armstrong, ex cestista statunitense (Detroit, n. 1967)
- Brandon Armstrong, ex cestista statunitense (San Francisco, n. 1980)
- Darrell Armstrong, ex cestista e allenatore di pallacanestro statunitense (Gastonia, n. 1968)
- Scott Armstrong, cestista statunitense (Fort Wayne, n. 1913 - Fort Wayne, † 1997)
- Taran Armstrong, cestista australiano (Burnie, n. 2002)

## Chimici(1)
- Henry Edward Armstrong, chimico inglese (Lewisham, n. 1848 - † 1937)

## Cicliste su strada(1)
- Kristin Armstrong, ex ciclista su strada statunitense (Boise, n. 1973)

## Ciclisti su strada(1)
- Lance Armstrong, ex ciclista su strada, mountain biker e ex triatleta statunitense (Plano, n. 1971)

## Compositori(1)
- Craig Armstrong, compositore britannico (Glasgow, n. 1959)

## Drammaturghi(1)
- Paul Armstrong, commediografo, regista e produttore teatrale statunitense (Saint Joseph, n. 1869 - New York, † 1915)

## Economisti(1)
- J. Scott Armstrong, economista e statistico statunitense (n. 1937 - † 2023)

## Filosofi(1)
- David Malet Armstrong, filosofo australiano (Melbourne, n. 1926 - Sydney, † 2014)

## Giocatori di football americano(1)
- Bruce Armstrong, ex giocatore di football americano statunitense (Miami, n. 1965)

## Hockeisti su ghiaccio(1)
- Colby Armstrong, ex hockeista su ghiaccio canadese (Lloydminster, n. 1982)

## Imprenditori(1)
- Brian Armstrong, imprenditore statunitense (San Jose, n. 1983)

## Ingegneri(1)
- William George Armstrong, ingegnere, inventore e imprenditore britannico (Newcastle upon Tyne, n. 1810 - Cragside, † 1900)

## Lottatori(1)
- Jim Armstrong, lottatore, rugbista a 13 e allenatore di rugby a 13 australiano (Albury, n. 1917 - Sydney, † 1981)

## Medici(1)
- George Armstrong, medico britannico (Londra)

## Nuotatori(2)
- Duncan Armstrong, ex nuotatore australiano (Rockhampton, n. 1968)
- Hunter Armstrong, nuotatore statunitense (Dover, n. 2001)

## Pallanuotiste(1)
- Elizabeth Armstrong, pallanuotista statunitense (Ann Arbor, n. 1983)

## Pesisti(1)
- Dylan Armstrong, pesista e martellista canadese (Kamloops, n. 1981)

## Piloti automobilistici(1)
- Marcus Armstrong, pilota automobilistico neozelandese (Christchurch, n. 2000)

## Piloti motociclistici(1)
- Reg Armstrong, pilota motociclistico irlandese (Liverpool, n. 1928 - Brighton, † 1979)

## Politici(3)
- John Armstrong Senior, politico e generale statunitense (Brookeborough, n. 1717 - Carlisle, † 1795)
- Kelly Armstrong, politico statunitense (Dickinson, n. 1976)
- Thomas Henry Armstrong, politico statunitense (Milan, n. 1829 - Albert Lea, † 1891)

## Produttori discografici(1)
- Rollo Armstrong, produttore discografico e polistrumentista britannico (Kensington, n. 1966)

## Pugili(1)
- Henry Armstrong, pugile statunitense (Columbus, n. 1912 - † 1988)

## Rapper(1)
- Aitch, rapper britannico (Manchester, n. 1999)

## Registe(2)
- Franny Armstrong, regista britannica (n. 1972)
- Gillian Armstrong, regista australiana (Melbourne, n. 1950)

## Saggiste(1)
- Karen Armstrong, saggista britannica (Wildmoor, n. 1944)

## Sceneggiatori(1)
- Jesse Armstrong, sceneggiatore e produttore cinematografico inglese (Oswestry, n. 1970)

## Schermitrici(1)
- Sheila Armstrong, schermitrice statunitense (Upland, n. 1949 - Los Angeles, † 2010)

## Sciatrici alpine(1)
- Debbie Armstrong, ex sciatrice alpina statunitense (Salem, n. 1963)

## Scrittrici(1)
- Kelley Armstrong, scrittrice canadese (Sudbury, n. 1968)

## Soprani(1)
- Karan Armstrong, soprano statunitense (Havre, n. 1941 - Marbella, † 2021)

## Storici(1)
- Edward Armstrong, storico e biografo britannico (Tidenham, n. 1846 - Oxford, † 1928)

## Trombettisti(1)
- Louis Armstrong, trombettista, cantante e attore statunitense (New Orleans, n. 1901 - New York, † 1971)

## Tuffatrici(1)
- Eileen Armstrong, tuffatrice britannica (Willesden, n. 1894 - Frinton-on-Sea, † 1981)

## Veliste(1)
- Jenny Armstrong, velista australiana (Dunedin, n. 1970)

## Velocisti(1)
- Aaron Armstrong, velocista trinidadiano (Houston, n. 1977)

## Senza attività specificata(1)
- Edwin Howard Armstrong, ingegnere elettrico e inventore statunitense (New York City, n. 1890 - New York City, † 1954)